# NIAGARA FALL STARS
『NIAGARA FALL STARS』（ナイアガラ・フォール・スターズ）は、1981年4月1日に発売された“ナイアガラ・フォーリン・スターズ”名義による、ナイアガラ・レーベルのコンピレーション・アルバム。

## 解説
1981年4月にソニーから再発されなかったナイアガラ・レーベルのカタログを中心に、リミックスやデモテープを収録。本作は同年12月にリリースされた9枚組ボックス・セット『NIAGARA VOX』に、レコード番号がVOXの品番に変更されて収録されたが、レーベルに「NIAGARA RARE MASTER SERIES Vol.1」のクレジットが入る。
ブックレットには歌詞の他、“ナイアガラ・レコードについて”“ナイアガラ・レーベル・ディスコグラフィー”のほか、“曲目アーティスト解説”が掲載されている。

## 収録曲

### SIDE 1
1. 夏の終りに / 山下達郎  –  (3:21)
  - （山下）
  - 1974年4月3日と24日にニッポン放送第一スタジオで録音されたデモテープの1曲。この時に録音されたのは、「SHOW」「パレード」「指切り」、そしてこの「夏の終わりに」。アルバム『SONGS』[注釈 2]には収録されなかったが、幻のデビュー曲としての評判が高いため、収録された[1]。
2. すてきなメロディー / 山下 & 大貫  –  (2:35)
  - （伊藤、大貫、山下 / 大貫、山下）
  - アルバム『SONGS』[注釈 2]の中の1曲。吉田保のリミックスでリファインされ、山下サウンドの一貫性が証明されている[1]。
3. いつも通り / 大貫妙子  –  (3:42)
  - （大貫）
  - アルバム『SONGS』[注釈 2]収録曲。この曲も吉田保により、リミックスされている[1]。
4. 幸せにさよなら / 伊藤銀次  –  (4:23)
  - （伊藤）
  - アルバム『NIAGARA TRIANGLE Vol.1』[注釈 3]からの収録。
5. 心のときめき / 多羅尾伴内楽団VOL.II  –  (1:54)
  - （Trad）
  - サーフィン・インスト集のアルバム『多羅尾伴内楽團 Vol.2』[注釈 4]からの収録。
6. 禁煙音頭 / シャネルズ  –  (2:53)
  - （新井 / 宇崎 / 大瀧）
  - アルバム『LET'S ONDO AGAIN』[注釈 5]からの収録。シャネルズからリード・シンガー鈴木雅之とバスの佐藤善雄が参加。
7. 河原の石川五右衛門 / 長万部キャッツ  –  (3:20)
  - （阿久 / 都倉 / 大瀧）
  - ピンク・レディーのヒット曲「渚のシンドバッド」の替え歌で、途中「S・O・S」「ウォンテッド」「カルメン'77」の一部も出てくる。1978年2月に録音されたが、都合により発表されなかった作品[1]。1984年に、CBS/SONY未発売の5枚にガイドブック『NIAGARA RECORD COLLECTING GUIDE』を加えた限定5枚組ボックス・セット『NIAGARA BLACK VOX』[注釈 6]の1枚としてリイシューされた『LET'S ONDO AGAIN』[注釈 5]に、当初予定の曲順で収録された。

### SIDE 2
1. パレード / 山下達郎  –  (4:01)
  - （山下）
  - 「夏の終りに」と同じく、シュガー・ベイブのデビュー前のデモテープ。アルバム『NIAGARA TRIANGLE Vol.1』[注釈 3]にも収録されたが、このデモテープ・ヴァージョンも人気が高い作品[1]。
2. The Very Thought Of You / 大滝 & シリア  –  (2:30)
  - （R.NOBLE）
  - アルバム『夢で逢えたら』[注釈 7]からの収録。吉田保によるニュー・ミックス[1]。
3. 夢で逢えたら / シリア・ポール  –  (3:39)
  - （大瀧）
  - アルバム『夢で逢えたら』[注釈 7]からの収録。
4. 外はいい天気だよ / 大滝詠一  –  (2:54)
  - （松本 / 大瀧）
  - 大滝詠一のベスト・アルバム『DEBUT』[注釈 8]からの収録。
5. 霧の彼方に / 多羅尾伴内楽団VOL.I  –  (2:33)
  - （R.DELVEY / P.JOHNSON）
  - 駒沢裕城のスティール・ギターをフィーチャーしたアルバム『多羅尾伴内楽團 Vol.1』[注釈 9]からの収録。シンセサイザーがオーバーダビングされている[1]。なお、『多羅尾伴内楽團 Vol.1』[注釈 9]では曲タイトルが「霧の彼方へ」だが、本作では「霧の彼方に」となっている。
6. ナイアガラ音頭 / 布谷文夫  –  (2:40)
  - （大瀧）
  - アルバム『NIAGARA TRIANGLE Vol.1』[注釈 3]にも収録されているが、本作にはニュー・ミックスでの収録となっている[1]。
7. Let's Ondo Again / 布谷文夫  –  (5:04)
  - （K.Mann / D.Appell / 大瀧）
  - アルバム『LET'S ONDO AGAIN』[注釈 5]から、リミックスにて収録[1]。

## クレジット
- PRODUCER : EIICHI OHTAKI
- ENGINEER : DOHJI FUEFUKI

### スタッフ
- Re-mixed and Mastered on Feb,'81 at CBS Sony
- Re-mix Engineer: 笛吹銅次、吉田保
- Assistants: Kagamimochi伊東、Papilapopa大野
- Produced by 大瀧詠一

## リリース履歴
| # | 発売日        | リリース                    | 規格 | 品番                         | 備考 |
| - | ------------- | --------------------------- | ---- | ---------------------------- | --- |
| 1 | 1981年4月1日  | NIAGARA ⁄ CBS/SONY          | LP   | 27AH 1246 (NGLP-525, 526-OM) | - 『NIAGARA FALL STARS』 - 1981年4月にソニーから再発されなかったナイアガラのカタログを中心に、リミックスやデモ・テープを収録。 |
| 1 | 1981年4月1日  | NIAGARA ⁄ CBS/SONY          | CT   | 27KH 966                     | カセット同時発売。 |
| 2 | 1981年12月2日 | NIAGARA ⁄ CBS/SONY          | LP   | 00AH 1387 (NGLP-525, 526-OM) | - 『NIAGARA FALL STARS』 - 『NIAGARA VOX』(9LP:00AH 1381∼9)の中の一枚、レーベルに「NIAGARA RARE MASTER SERIES Vol.1」のクレジットが入る。 |
| 2 | 1981年12月2日 | NIAGARA ⁄ CBS/SONY          | LP   | 00AH 1388 (NGLP-529, 530-OM) | - 『MORE NIAGARA FALL STARS』 - 『NIAGARA VOX』(9LP:00AH 1381∼9)の中の一枚、『NIAGARA FALL STARS』の第2弾。レーベルに「NIAGARA RARE MASTER SERIES Vol.2」のクレジットが入る。                                                                                              |
| 2 | 1981年12月2日 | NIAGARA ⁄ CBS/SONY          | LP   | 00AH 1389 (NGLP-531, 532-OM) | - 『MORE MORE NIAGARA FALL STARS』 - 『NIAGARA VOX』(9LP:00AH 1381∼9)の中の一枚、『NIAGARA FALL STARS』の第3弾。レーベルに「NIAGARA RARE MASTER SERIES Vol.3」のクレジットが入る。                                                                                         |
| 3 | 1986年6月1日  | NIAGARA ⁄ CBS/SONY          | CD   | 00DH 406 (NGCD-13-OM)        | - 『NIAGARA FALL STARS 2nd Issue』 - 『NIAGARA CD BOOK I』(8CD:00DH 401∼8)の中の一枚、CD用に再編集およびリミックスされ“2nd Issue”となる。 |
| 4 | 1986年6月1日  | NIAGARA ⁄ CBS/SONY          | CD   | 32DH 506 (NGCD-13-OM)        | - 『NIAGARA FALL STARS 2nd Issue』 - 『NIAGARA CD BOOK I』からの単独発売。00DH 406と品番違いの同内容のもの。 |
| 5 | 2015年3月21日 | NIAGARA ⁄ Sony Music Labels | CD   | SRCL 8710                    | - 『NIAGARA FALL STARS '81 Remix Special (NIAGARA RARE MASTER SERIES Vol.5)』 - 『NIAGARA CD BOOK II』(12CD:SRCL 8700∼11)の中の一枚、『NIAGARA FALL STARS』『MORE NIAGARA FALL STARS』『MORE MORE NIAGARA FALL STARS』から選曲された楽曲を最新リマスターにてCD化したもの。 |